# Ламе (лунный кратер)
Кратер Ламе (лат. Lamé) — крупный древний ударный кратер в юго-восточной материковой части видимой стороны Луны. Название присвоено в честь французского математика, механика, физика и инженера Габриеля Ламе (1795—1870) и утверждено Международным астрономическим союзом в 1964 г. Образование кратера относится к нектарскому периоду.

## Описание кратера

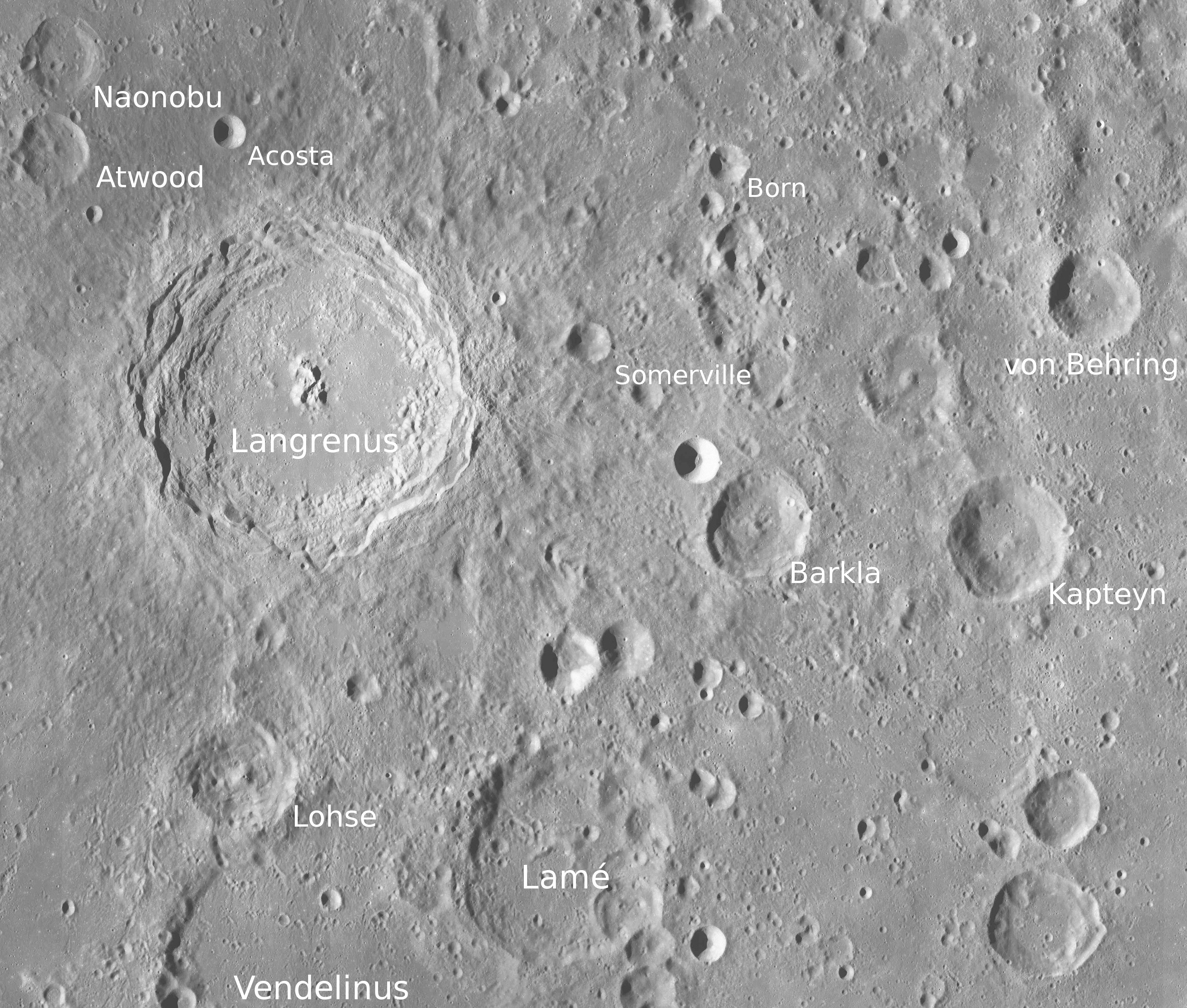
Окрестности кратера Ламе. Снимок зонда Lunar Reconnaissance Orbiter.

Ближайшими соседями кратера являются кратеры Венделин и Лозе на западе; кратер Лангрен на северо-западе; кратер Баркла на северо-востоке; кратер Бальмер на юго-востоке и кратер Холден на юго-западе. На западе от кратера находится Море Изобилия. Селенографические координаты центра кратера 14°46′ ю. ш. 64°34′ в. д. / 14,76° ю. ш. 64,56° в. д., диаметр 84,3 км, глубина 2,8 км.
Кратер Ламе имеет полигональную форму и сильно разрушен, своей западной частью частично перекрывает кратер Венделин. Вал сглажен и трудно различим на фоне окружающей местности, западная часть вала имеет массивный внешний склон в зоне перекрытия кратера Венделин, восточная часть вала перекрыта группой небольших кратеров являющихся частью цепочки кратеров тянущейся в южном направлении на расстояние около сотни километров. Высота вала над окружающей местностью достигает 1380 м, объем кратера составляет приблизительно 6600 км³. Дно чаши сравнительно ровное, испещрено множеством мелких кратеров, место центрального пика занимает небольшой хребет.
До получения собственного наименования в 1964 г. кратер имел обозначение Венделин C (в системе обозначений так называемых сателлитных кратеров, расположенных в окрестностях кратера, имеющего собственное наименование).

## Сателлитные кратеры
| Ламе | Координаты                                            | Диаметр, км |
| ---- | ----------------------------------------------------- | ----------- |
| E    | 13°59′ ю. ш. 66°43′ в. д. / 13,98° ю. ш. 66,72° в. д. | 12,2        |
| F    | 13°52′ ю. ш. 66°28′ в. д. / 13,86° ю. ш. 66,47° в. д. | 10,4        |
| G    | 15°26′ ю. ш. 65°29′ в. д. / 15,43° ю. ш. 65,48° в. д. | 25,5        |
| H    | 15°55′ ю. ш. 68°13′ в. д. / 15,91° ю. ш. 68,22° в. д. | 11          |
| J    | 14°23′ ю. ш. 65°46′ в. д. / 14,38° ю. ш. 65,77° в. д. | 18,6        |
| K    | 13°21′ ю. ш. 64°08′ в. д. / 13,35° ю. ш. 64,14° в. д. | 9,6         |
| L    | 14°25′ ю. ш. 68°41′ в. д. / 14,41° ю. ш. 68,68° в. д. | 7           |
| M    | 15°50′ ю. ш. 66°34′ в. д. / 15,84° ю. ш. 66,56° в. д. | 14,2        |
| N    | 12°53′ ю. ш. 67°08′ в. д. / 12,89° ю. ш. 67,13° в. д. | 9,8         |
| T    | 12°29′ ю. ш. 66°33′ в. д. / 12,48° ю. ш. 66,55° в. д. | 12,4        |
| W    | 13°05′ ю. ш. 65°54′ в. д. / 13,09° ю. ш. 65,9° в. д.  | 7,2         |
| Z    | 15°53′ ю. ш. 65°47′ в. д. / 15,89° ю. ш. 65,79° в. д. | 19,8        |

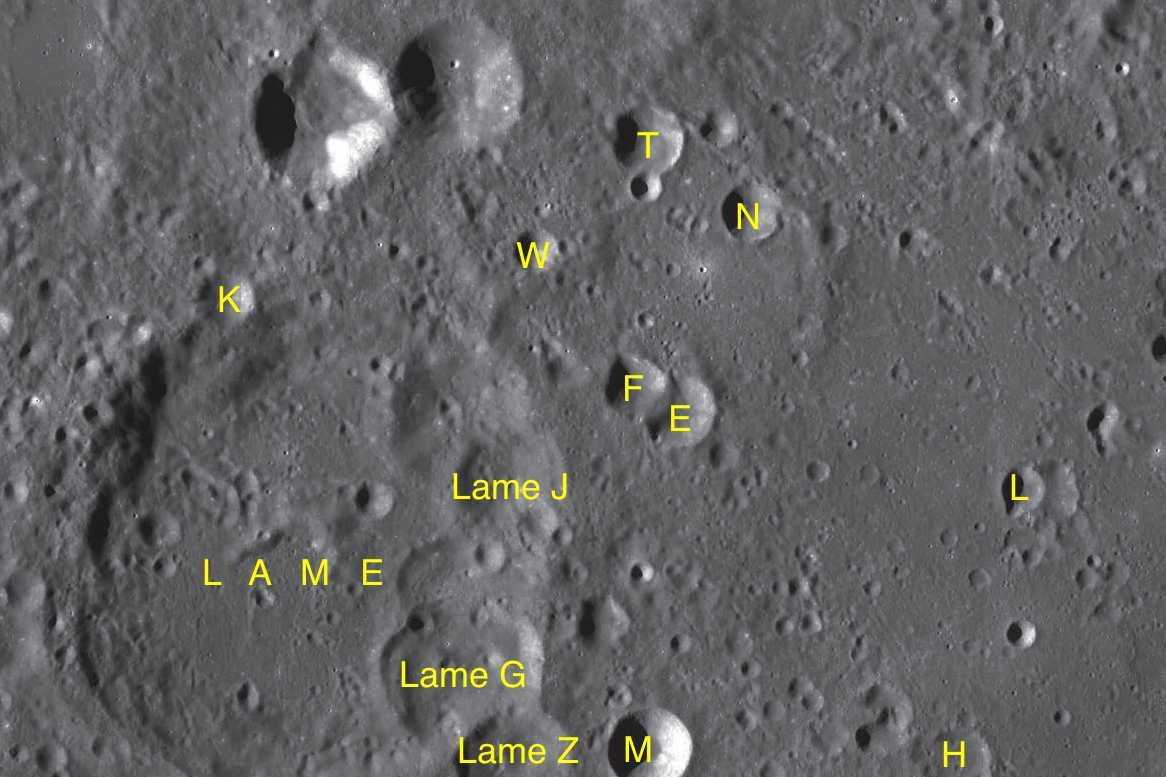
Фрагмент карты LAC-80.

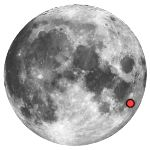
Месторасположение кратера.

- Сателлитный кратер Ламе L включен в список кратеров с яркой системой лучей Ассоциации лунной и планетарной астрономии (ALPO)[4].

## См.также
- Список кратеров на Луне
- Лунный кратер
- Морфологический каталог кратеров Луны
- Планетная номенклатура
- Селенография
- Минералогия Луны
- Геология Луны
- Поздняя тяжёлая бомбардировка